# Symbol nabla

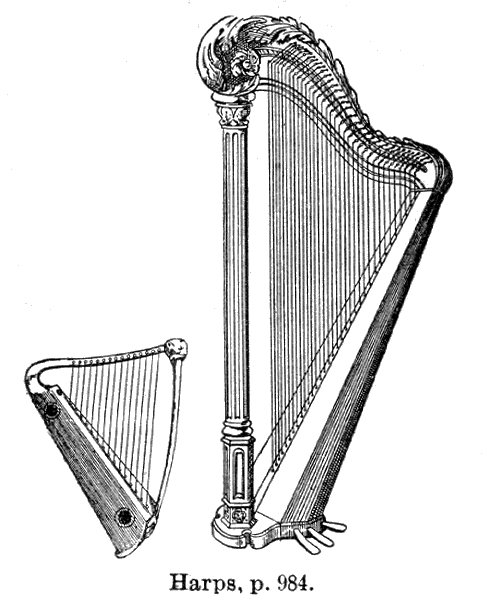
Harfa, instrument, którego nazwę nosi symbol nabla

Nabla – symbol {\displaystyle \nabla .} Nazwa pochodzi od greckiego wyrazu określającego hebrajską harfę o podobnym kształcie. Podobne wyrazy istnieją także w aramejskim i hebrajskim. Symbol został użyty po raz pierwszy przez Williama Rowana Hamiltona w postaci poziomego klinu: ⊳. Inną, mniej popularną nazwą symbolu jest atled (delta wspak), ponieważ nabla jest odwróconą literą grecką delta.
Symbol nabli jest dostępny w standardzie HTML jako &nabla; oraz w LaTeX-u jako \nabla. W Unikodzie jest to znak U+2207 (8711 dziesiętnie).

## Pochodzenie
Symbol nabli został wprowadzony przez irlandzkiego matematyka i fizyka Williama Rowana Hamiltona w 1837. William Thomson pisał w 1884 roku:
„Pozwoliłem sobie zapytać profesora Bella, czy miał nazwę dla symbolu ∇, a on odpowiedział »nabla«, co było żartobliwą sugestią Maxwella. Jest to nazwa egipskiej harfy o tym kształcie.”
W literaturze anglojęzycznej operator nabla nosi nazwę „del”, źródeł tej nazwy można upatrywać pracy Josiaha Gibbsa i Edwina Wilsona z 1901 roku, w której pisali:
„Ten symboliczny operator ∇ został wprowadzony przez Sir W. R. Hamiltona i jest teraz w powszechnym użyciu. Wydaje się jednak, że nie ma powszechnie rozpoznawalnej dla niego nazwy, choć w związku z częstym występowaniem symbolu, pewna nazwa jest niezbędna w praktyce. W praktyce okazało się, że monosylaba »del« jest na tyle krótka i łatwa do wymówienia, że nawet w skomplikowanych wzorach zawierających po wielokroć ∇ nie występuje żadna niedogodność ze względu na powtarzanie dla mówiącego lub słuchającego. ∇V czyta się po prostu »del V«.”